# Château de Gageac
Le château de Gageac est situé sur la commune de Gageac-et-Rouillac, dans le département français de la Dordogne.
Il fait l'objet d'une inscription au titre des monuments historiques.

## Présentation
Ce château est l’un des plus importants du sud Bergeracois, sur la route des vins à 18 km de Bergerac et 12 km de Sainte-Foy-la-Grande. Il domine la vallée de la Dordogne au milieu d'un vignoble de renommée internationale.
Il est inscrit au titre des monuments historiques par arrêté du 27 septembre 1948.
Son architecture aux lignes simples et imposantes fait de ce château-fort l’un des plus harmonieux de la région.

### Situation
Sa situation est choisie pour être la place forte avancée du château de Duras. Duras est situé à une vingtaine de kilomètres au sud et il appartient aux ducs du même nom.
Gageac fait face à un autre château d’importance considérable, La Force, se trouvant sur les coteaux qui lui font face. Il y a peut-être quelques risques d’animosité entre ces deux duchés.

### Le donjon
À l'origine, cette place forte est uniquement constituée d’une tour carrée en pierre que l’on appelle « donjon », située à l'ouest. Elle date des XIe et XIIe siècles. Ce donjon, alors défendu par des fortifications en bois, est le seul bâtiment en pierre. Son accès se fait au niveau du premier étage par l’intermédiaire d’une échelle que l’on enlève lorsque les assaillants s’approchent.
Il est constitué de deux pièces principales :
- l’une que l’on appelle « salle des gardes » située dans la partie la plus élevée, éclairée par une fenêtre. Son accès se fait par un escalier assez curieux, qui a été construit dans l’épaisseur des murs ;
- l’autre pièce sans lumière ou presque, éclairée seulement par un soupirail, dont l’accès est au premier étage et le sol au niveau du rocher : les « oubliettes ». Plus judicieusement c’est la réserve de nourriture ou d’armes. Pour y descendre, il faut utiliser l’échelle qui sert à accéder à la tour.

Les années passent, Gageac s’agrandit : un autre bâtiment séparé du donjon est construit pour loger les troupes (le corps de bâtiment). Il est possible  de passer de l’une à l’autre des constructions par une passerelle amovible au niveau du premier étage.
Les Anglais envahissent la région. Gageac est brûlé, puis reconstruit, mais le donjon reste intact. En 1360, sous Charles V, Du Guesclin en fait le siège pendant cinq jours. Les Anglais n’ayant pas prévu suffisamment de nourriture se rendent sans combattre.

### Agrandissements
En 1650, le château est agrandi par l’adjonction d’une tour supplémentaire dont la charpente est l’œuvre d’un architecte maritime. Des douves sèches entourent les bâtiments actuels sur les côtés est, sud et ouest, le nord étant protégé par des marécages. Un second mur d’enceinte, flanqué d’échauguettes et de tours se situe à l’extérieur de ces douves[source insuffisante]. C’est une place forte, que l’on appellerait en terme moderne une caserne.
Le château est transformé en habitation par Gaillard de Durfort, sire de Duras, puis par les d’Essenault de Castelnau, ensuite par les du Reclus qui chacun l’embellissent pour le rendre plus vivable. Les Doussaut de la Primaudière puis leurs descendants, la famille de La Verrie de Vivans l’occupent depuis plus de six générations.
Le corps de logis est surmonté par des mansardes, trois doubles au nord et deux simples au midi ; il en reste une sur la façade sud puis le château de Gageac fut oublié. Au XIXe siècle, les bâtiments étant en très mauvais états, il est décidé de les faire renaître avec les techniques modernes. On supprime un étage intermédiaire ; de grandes ouvertures sont ouvertes pour que l’intérieur soit baigné de lumière ; l’escalier principal est doublé en volume ; dans le donjon on ouvre une fenêtre à meneaux supplémentaire à l’ouest.
Le XIXe siècle est l’époque romantique du château : on décide d’accéder par une allée de cèdres du Liban. Elle est partiellement emportée par les deux dernières tempêtes, en 1999 et 2009. Une terrasse au nord est créée avec les remblais des anciennes fortifications et une porte monumentale est ouverte.
Vers 1873, des mûriers sont plantés le long de la route, pour l’élevage des vers à soie.

## Historique

### Famille de Durfort
- Bertand de Duras, fils d'autre Bertrand, seigneur de Durfort et de Malause, et de Sibylle de Fumel, était seigneur de Gageac lorsque le 22 juillet 1348, le roi d'Angleterre Édouard III lui donne les châteaux et communaux de Sauveterre, en compensation de terres que le roi de France lui avait confisquées.

### Famille de Reclus
- Élie de Reclus, fils de Pierre et d'Anne Chevallier, était seigneur de Lespinasse, de Saint-Mayme, baron de Gageac. Marié en 1725 à Marie-Élisabeth de Roche de Tude, fille de Jean-Marie de La Roche et de Marie-Rose de Prune qui lui donne quatre enfants, dont :
- François-Joseph de Reclus, né à Périgueux en 1748, seigneur de Lespinasse, Saint-Mayme, baron de Gageac, pour lequel il fit dénombrement au roi en 1769. Il servit dans la première compagnie des mousquetaires et mourut en 1792 en laissant au moins un fils.

### Famille de La Verrie de Vivans
- Gageac est au XXIe siècle la demeure de Jacquelin de La Verrie de Vivans, dont la famille est originaire du Périgord.

## Galerie de photos

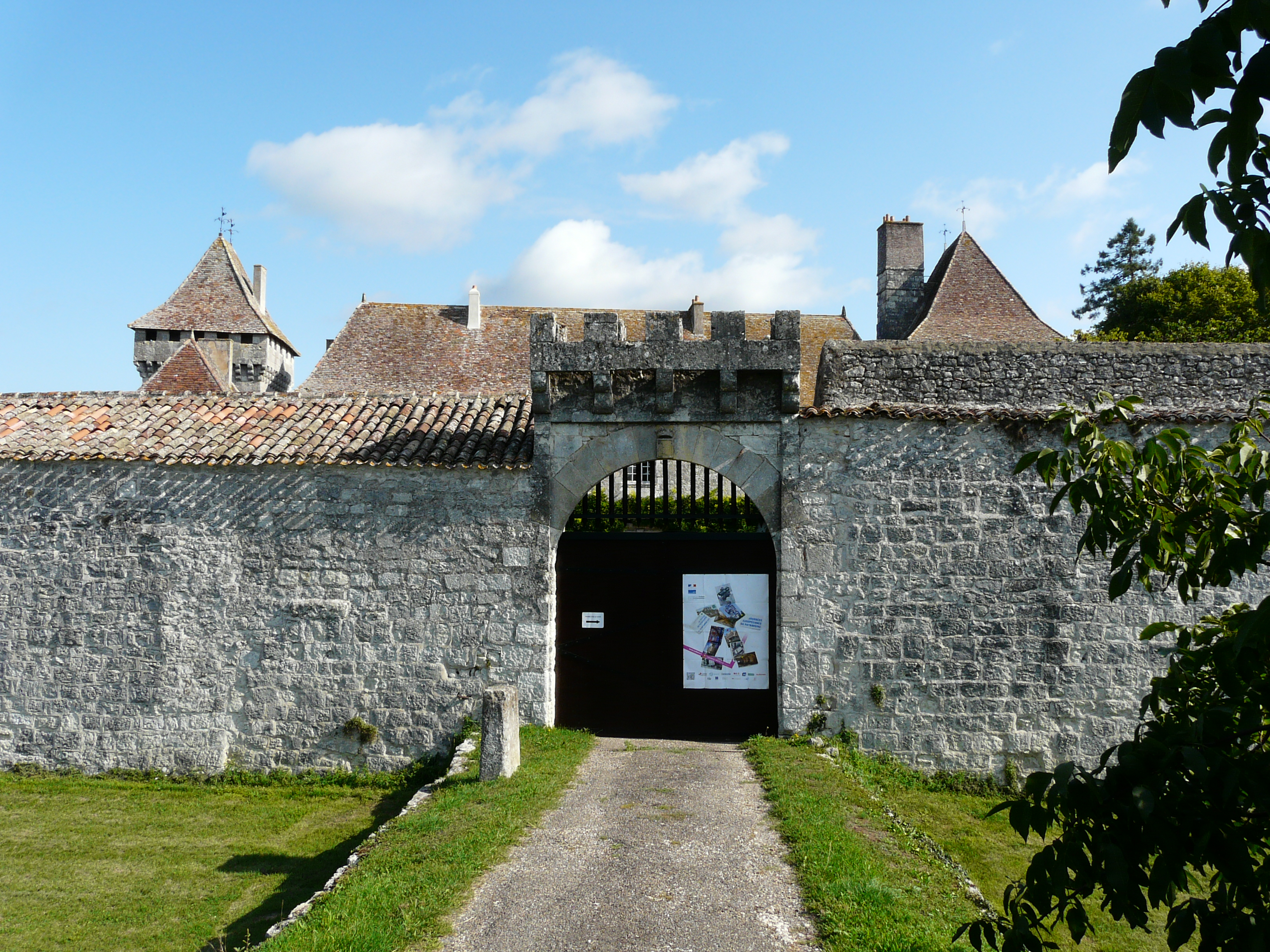
Le mur sud.
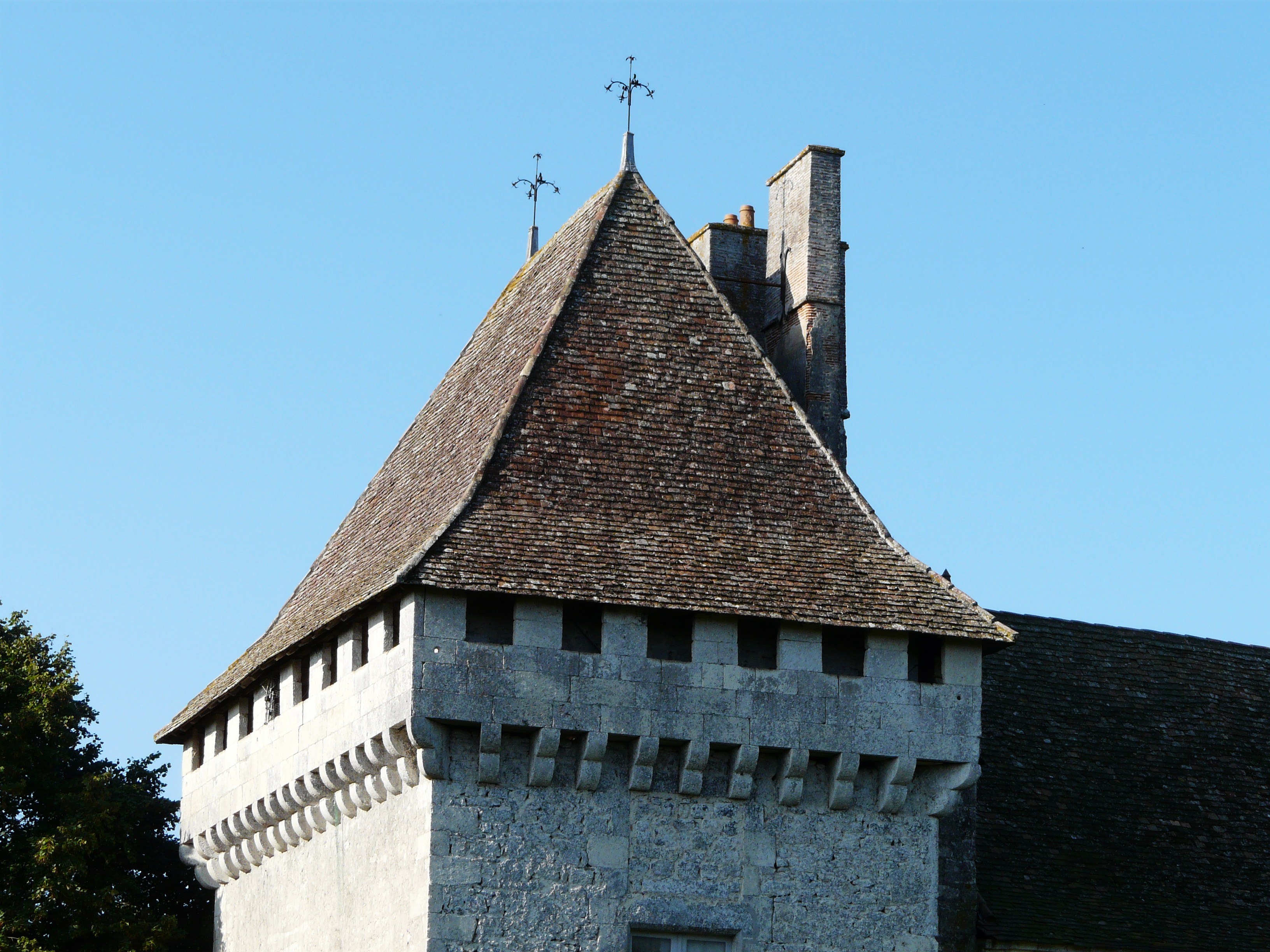
La tour est.
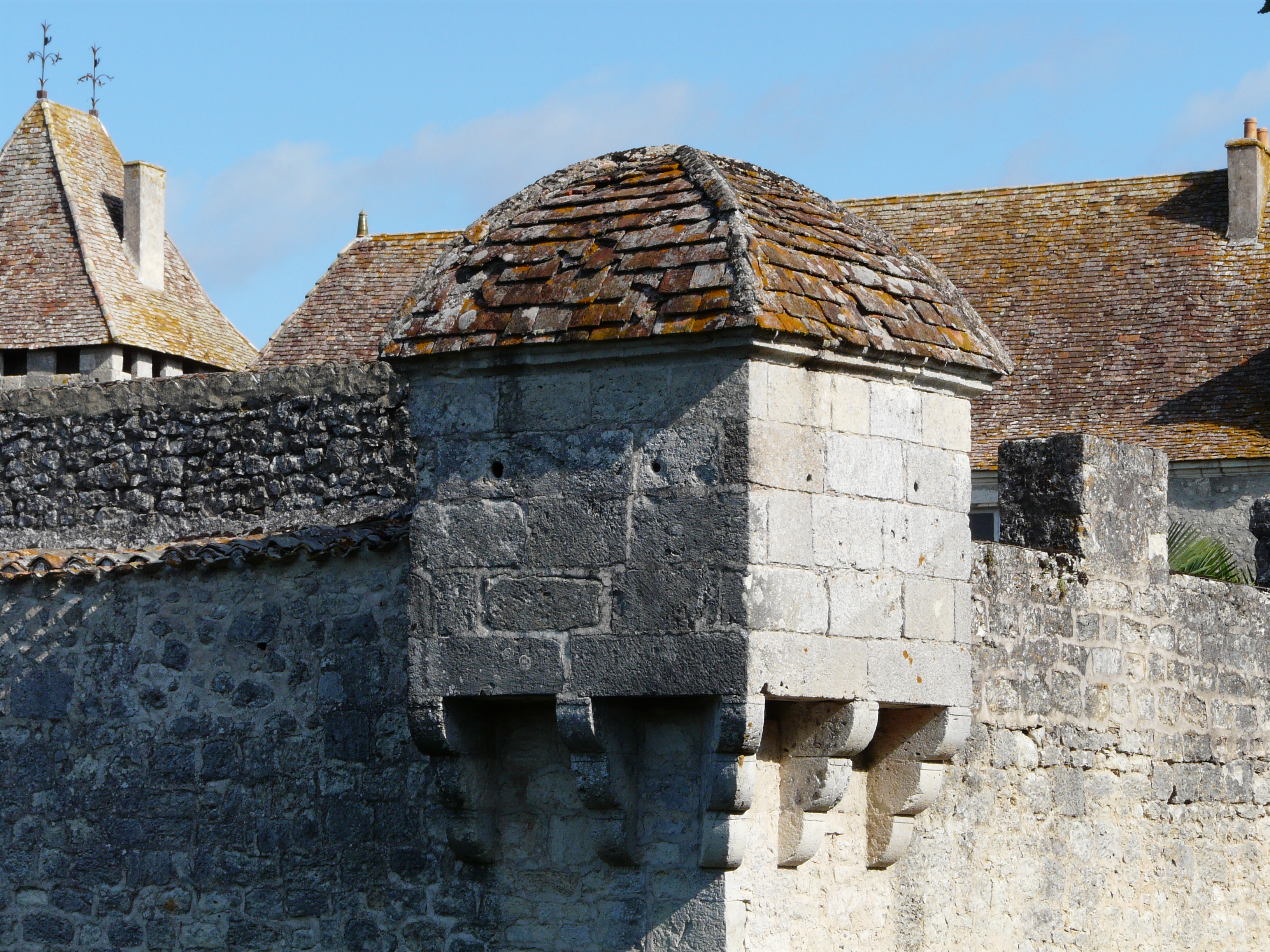
Une échauguette.
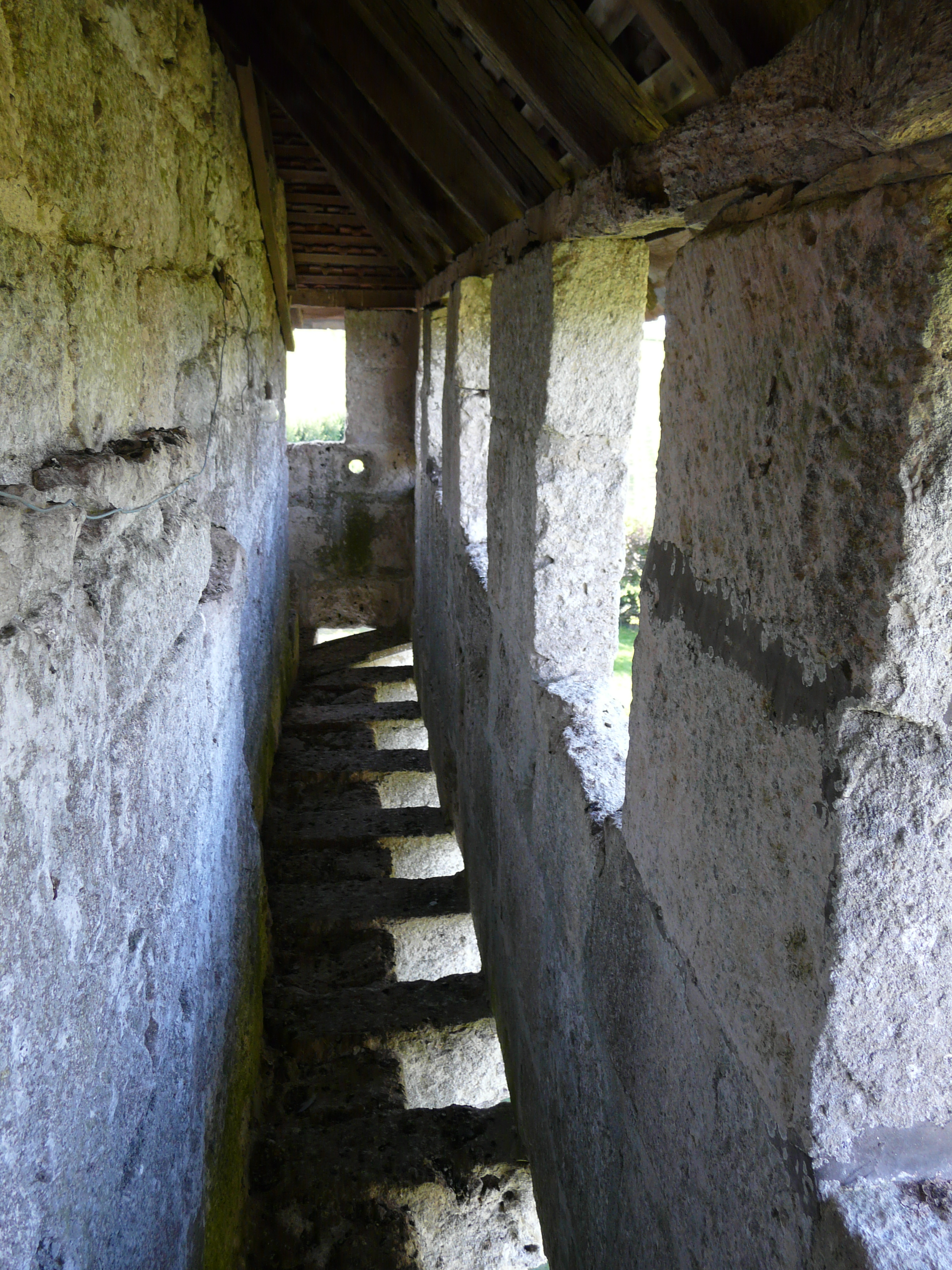
Chemin de ronde.
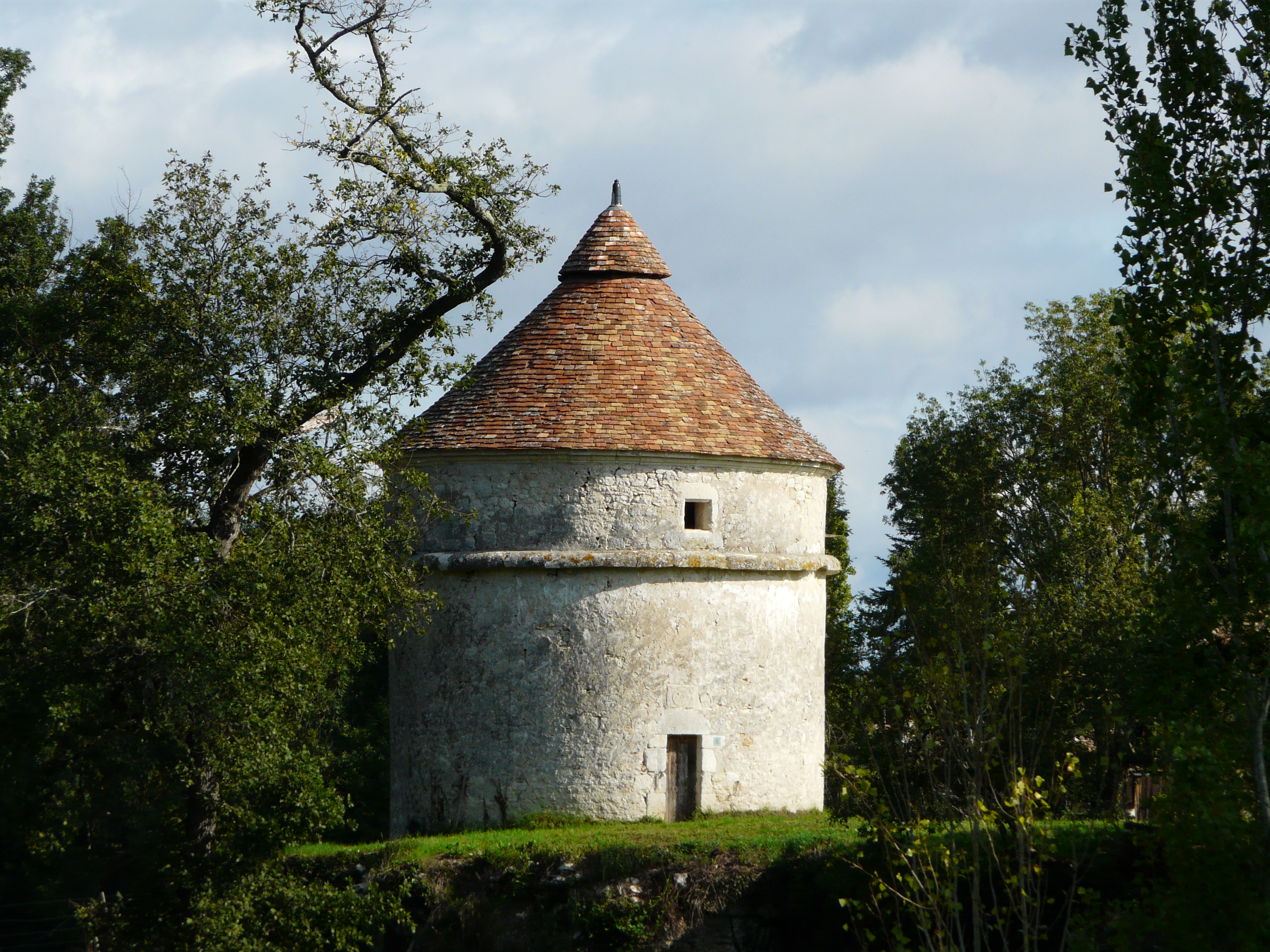
Le pigeonnier.